# مترو مكة المكرمة
مترو مكة المكرمة مشروع مترو مخطط من أربعة مسارات داخل مكة المكرمة، أُطلق مشروع «مترو مكة المكرمة» استكمالًا لمشروع قطار المشاعر المقدسة وقطار الحرمين.

## التخطيط
أعلنت الحكومة السعودية عن المشروع على أن يتكون من أربع مسارات للمترو (بطول 188 كم) وأن يستغرق تنفيذه 10 سنوات في أغسطس 2012. كان من المقرر بدأ مناقضات المشروع في يناير 2013.
المسارات الأربعة هي:
- المسار 1 الأصفر سيربط بين شمال مكة وجنوبها الغربي.
- المسار 2 الأخضر: يربط بين منى ومكة ويسير بحذا قطار الحرمين.
- المسار 3 الأحمر: يربط منى بالشمال الغربي لمكة.
- المسار 4 الأزرق: سيربط الخط بين غرب مكة وجنوبها عبر العبور من المركز.[4]

كان من المخطط أن يبدأ المشروع في 2015 لكن أجل إلى 2016. جرت محاولة مناقصة فاشلة في عام 2017، عاد الاهتمام للمشروع في صيف 2024 إذ صدر أمر بدراسة جدوى للمرحلة الأولى من المشروع. الميزانية الجديدة للمشروع 8 مليارات دولار أمريكي للمرحلة الأولى (الخط الأخضر ومعظم الأحمر) الخط الأصفر سيكون في المرحلة الثانية، وسيكون الخط الأزرق والامتداد الشمالي للخط الأحمر المرحلة الثالثة.

## روابط خارجية
- وزارة النقل السعودية: مستقبل النقل.